# Едуард ван дер Нул
Едуард ван дер Нул ( ; Беч, 9. јануар 1812 (крштен) – Беч, 4. април 1868) био је аустријски архитекта, један од великих мајстора у историцистичког стила.

## Живот и дело
Едуард ван дер Нул је након студија на Бечком политехничком институту, путовао са својим пријатељем Аугустом Сикардом фон Сикардсбургом кроз Западну Европу ради стручног усавршавања. Године 1844. постао је професор на Академији са новом катедром створеном за њега под именом: Перспективе и Орнаментика.
Ван дер Нул је доживотно сарађивао са Сикардсбургом. Док се Сикардсбург бавио првенствено практичним и техничким питањима, ван дер Нул је био одговоран за питања декорације и естетике. Њихов први заједнички пројекат био је 1847. године, стварањем Карлтеатра у Бечу - Леополдштату (ово позориште је у међувремену уништено). Током 1850-их, пројектовали су зграду команде и још неке додатне зграде бечког Арсенала. Ван дер Нул је лично заслужан за унутрашњи дизајн парохијске цркве Алтлерхефелдер.

### Бечка државна опера
Најважнији заједнички пројекат двојице архитеката била је Бечка државна опера. Изграђена у стилу неоренесансе, током 1861–1869, подигнута је као прва јавна зграда дуж бечке Рингштрасе. Царске критике и кампања у штампи против овог пара архитеката сугерисали су да је зграда била само половичан успех. Након што је ниво улице испред зграде опере подигнут за метар, опера је описана као „потопљени сандук“ и у црнохуморном маниру названа „Кониграц изградња“, алудирајући на аустријску војну катастрофу из 1866. године.
Едуард ван дер Нул је био дубоко узнемирен овим критикама, па се обесио 4. априла 1868. Његов партнер Сикардсбург умро је од туберкулозе, око 10 недеља касније. 
Причало се да је цар био толико шокиран самоубиством Едуарда ван дер Нула, да је од тада на све нове уметничке појаве одговарао стандардном фразом „Било је веома лепо, много ми се допало“.
Едуард ван дер Нул сахрањен је у почасној гробници на Средишњем бечком гробљу (Група 32 А, Број 5). Године 1875. улица Ван дер Нул у бечком округу Фаворитен названа је по њему.

## Списак радова

#### Самостални пројекти:
- Парохијска црква у Старом Лерхенфелдеру, 1848–1861
- Споменик надвојводи Карлу од Аустрије на Хелденплацу, 1859.
- Споменик принцу Еугену Савојском на Хелденплацу, 1856.

#### Заједно са Аугустом Сикардом фон Сикардсбургом:
- Фонтана Шуценгел брунен, 1843–1846
- Софијина сала, 1845
- Карлово позориште, 1846–1847
- Бечки Арсенал, 1849–1855
- Бечка државна опера, 1861–1869
- Хас-Хаус, 1866–1868 (на месту данашње истоимене зграде на бечком Штефансплацу)
- Палата Лариш-Мених, 1867–1868
- Индустријски двор, поводом Светске изложбе у Бечу 1873. године.

## Познати ученици
- Хајнрих фон Ферстел
- Ото Вагнер
- Карл фон Хазенауер